# Ash Stymest
Ash Stymest, nome completo Ashley Stymest (31 luglio 1991), è un modello britannico.

## Biografia
Cresciuto a Coney Hall, ha frequentato Ravens Wood School, a Bromley, nella South London. 
La sua carriera di modello inizia quando viene scoperto, nel 2008, all'età di 17 anni. 
In quell'anno ha firmato il contratto con la Model 1 e viene reclutato da Hedi Slimane per un suo lavoro personale.
Il suo debutto avviene quindi nel 2008 sulla copertina di Vogue Hommes Giappone, fotografato da Slimane.
Fin dall'inizio appare su numerosissime copertine di giornali di moda tra cui Vogue Italia e Vogue Russia.
Nella classifica dei 50 modelli più richiesti, Ash Stymest compare al numero 28.
Da marzo 2010 presenta uno show su Mtv Uk, intitolato Mtv Bang.

## Inizi
Dal 2008 intraprende la sua carriera di modello grazie al contratto firmato con la Model 1. 
Viene subito contattato dal rinomato stilista franco-tunisino Hedi Slimane, che lo richiede per far parte di un suo lavoro personale.
Tempo pochi mesi e Ash compare sulla copertina di Vogue Hommes Giappone.
Nel settembre del 2008 appare sulla copertina di Electric Youth, per poi apparire l'anno dopo sulle copertine di Dazed & Confused, Sportswear International, Vogue Italia, Huge Magazine e molte altre.
Nel 2010 appare sulla copertina, prima di Fiasco Magazine (settembre), poi su quella di Tendencias Magazine (dicembre).

## Campagne Pubblicitarie
Nel 2009 partecipa alla campagna pubblicitaria di Pringle Of Scotland, assieme all'amica e collega Daisy Lowe.
Nello stesso anno è il protagonista della campagna pubblicitaria di System, per la stagione Autunno/Inverno.
Nel 2010 partecipa a numerose campagne pubblicitarie: la prima è per 5CM, seguono poi quelle per Tigi, Eleven Paris, John Galliano, una seconda campagna per 5CM, ed una seconda campagna per Tigi.

## Agenzie
Le Agenzie per cui lavora sono: la Select a Londra, la Why Not a Milano, la Scoop a Copenaghen, la View a Barcellona e la New Madison a Parigi.